# Монте-Рондинайо
 Монте-Рондинайо  (итал. Monte Rondinaio) — горная вершина в Тосканско-Эмилианских Апеннинах, самая высокая в коммуне Пьевепелаго, после горной вершины Монте-Джово. Высота достигает 1964 м.
Как и Монте-Джово, проходит через Апеннинский хребет, и является границей между провинциями Модена и Лукка.
С её вершины открывается великолепный вид: с одной стороны Гарфагнана и Апуанские Альпы, с другой стороны Tagliole и Ca' di gallo.